# Red Scare
Red Scare es un pódcast de humor y cultura estadounidense creado en marzo de 2018y presentado por Dasha Nekrasova y Anna Khachiyan. El programa se ha asociado tanto con la Dirtbag left (izquierda basura, en español) como con la nueva derecha, así como con la subcultura que rodea a Dimes Square. Ha sido descrito en The Cut como "una crítica del feminismo y del capitalismo, desde lo más profundo de la cultura que han generado".

## Contenido
Red Scare se anuncia a sí mismo como un podcast de comentarios culturales presentado por "vagas bohemias", Dasha Nekrasova y Anna Khachiyan, y está grabado desde sus casas en el Bajo Manhattan, Nueva York. Nekrasova es una actriz nacida en Bielorrusia, que se hizo conocida como "Sailor Socialism" después de que una entrevista con un reportero de InfoWars se volviera viral en 2018. Emigró a Las Vegas, Nevada, con sus padres acróbatas cuando tenía cuatro años. Khachiyan es una escritora,crítica de artenacida en Moscú e hija del matemático armenio Leonid Khachiyan. Se crio en Nueva Jersey.Las dos mujeres se conocieron en Twitter y comenzaron el podcast en marzo de 2018 después de que Nekrasova se mudara a la ciudad de Nueva York desde Los Ángeles.
Los primeros episodios fueron producidos por Meg Murnane, quien también apareció como la tercera copresentadora del programa. Hizo su última aparición en el programa en octubre de 2018 y desde entonces los episodios han sido de producción propia. En un episodio publicado el 5 de diciembre de 2018, Nekrasova y Khachiyan anunciaron que se habían separado de Murnane "de forma amistosa y mutua".
El programa cubre temas actuales de la cultura y la política estadounidenses y es una crítica del neoliberalismo y el feminismo en un tono tanto cómico como serio.Los presentadores están influenciados por el trabajo de Mark Fisher, Slavoj Žižek, Camille Paglia, Michel Houellebecq y Christopher Lasch. Los temas recurrentes incluyen el Russiagate, el movimiento #MeToo, el auge del consumismo y la cultura de denuncia.
Varios escritores, artistas, comentaristas sociales y figuras culturales de todo el espectro político han aparecido en Red Scare, incluidos Elizabeth Bruenig, Angela Nagle, Elena Velez, Tulsi Gabbard, Glenn Greenwald, Steve Bannon,Slavoj Žižek, Adam Curtis, Alex Jones y Curtis Yarvin. Nekrasova y Khachiyan han presentado varios episodios del programa en vivo, en particular transmitidos por NPR en The Green Space en WNYC y WQXR. Han entrevistado a la influencer en las redes sociales Caroline Calloway en Bell House en Brooklyn,y a John Waters como parte del festival NPCC.Khachiyan ha sido entrevistada por Bret Easton Ellis y Eric Weinstein en sus respectivos podcasts.

### Formato y disponibilidad
Cada episodio de Red Scare  dura entre 50 y 90 minutos. El tema musical principal del programa es "All the Things She Said", el sencillo de 2002 del dúo pop ruso tATu. Los episodios semanales gratuitos del programa están disponibles a través de servicios de alojamiento de podcasts como Apple Podcasts y Spotify. Los suscriptores que contribuyen con al menos $5 por mes a través de Patreon obtienen acceso a episodios de bonificación premium semanales adicionales. En julio de 2022, el programa ha generado más de 54 200 dólares al mes de más de 12.100 suscriptores.

### Guía de episodios
Hasta el 16 de enero de 2023, se han emitido 354 episodios de Red Scare.El invitado más frecuente del programa es el fotógrafo Dan Allegretto con siete apariciones, seguido por Amber A'Lee Frost de Chapo Trap House con seis apariciones, y el escritor Patrik Sandberg y Glenn Greenwald con cinco apariciones.    

## Impacto cultural
Las presentadoras han sido llamadas "provocadoras", y un artículo de opinión del New York Times desestima a Red Scare como un "podcast inconformista" por su "desprecio por el liberalismo social" y su deseo de "épater le bourgeoisie". Ambas anfitrionas apoyaron a Bernie Sanders en las primarias demócratas de 2020,después se desilusionaron tanto con el establishment político como con figuras de izquierda milenial (como Alexandria Ocasio-Cortez) por priorizar ostensiblemente la política de identidad sobre la de clase.A Nekrasova, una católica practicante que ha expresado opiniones sedevacantistas, se le atribuye la tendencia del catolicismo en ciertos grupos demográficos de millennials y zoomers.
En un artículo de Vanity Fair de 2022, la cineasta conservadora Amanda Milius describió la actitud de laissez-faire de Red Scare como un ejemplo del "vive y deja vivir" ocupado por la "nueva derecha", e informó de que Khachiyan se había reunido con el multimillonario capitalista de riesgo Peter Thiel y con el candidato al Senado estadounidense Blake Masters. Nekrasova y Khachiyan rechazaron esa acusación y negaron haber recibido financiación de Thiel.
En 2021, Sydney Sweeney confirmó que Red Scare fue la inspiración para los personajes que ella y Brittany O'Grady interpretaron en la serie dramática satírica de HBO The White Lotus, creada por Mike White. White le indicó a Sweeney que escuchara el podcast y basara su interpretación en las entonaciones vocales específicas de las presentadoras.
Audrey Gelman, Lena Dunham, Chloë Sevigny, Cazzie David, Leah McSweeney, Jonah Hill, Alex Ross Perry, Charli XCX,Rachel Comey y Elizabeth Olsen han mencionado haber escuchado el programa en entrevistas. El marido de Gelman, cofundador de Genius, Ilan Zechory, fue coanfitrión en el Red Scare Roundup, un podcast que resumió episodios del programa de mayo a noviembre de 2018.